# Martianus Capella

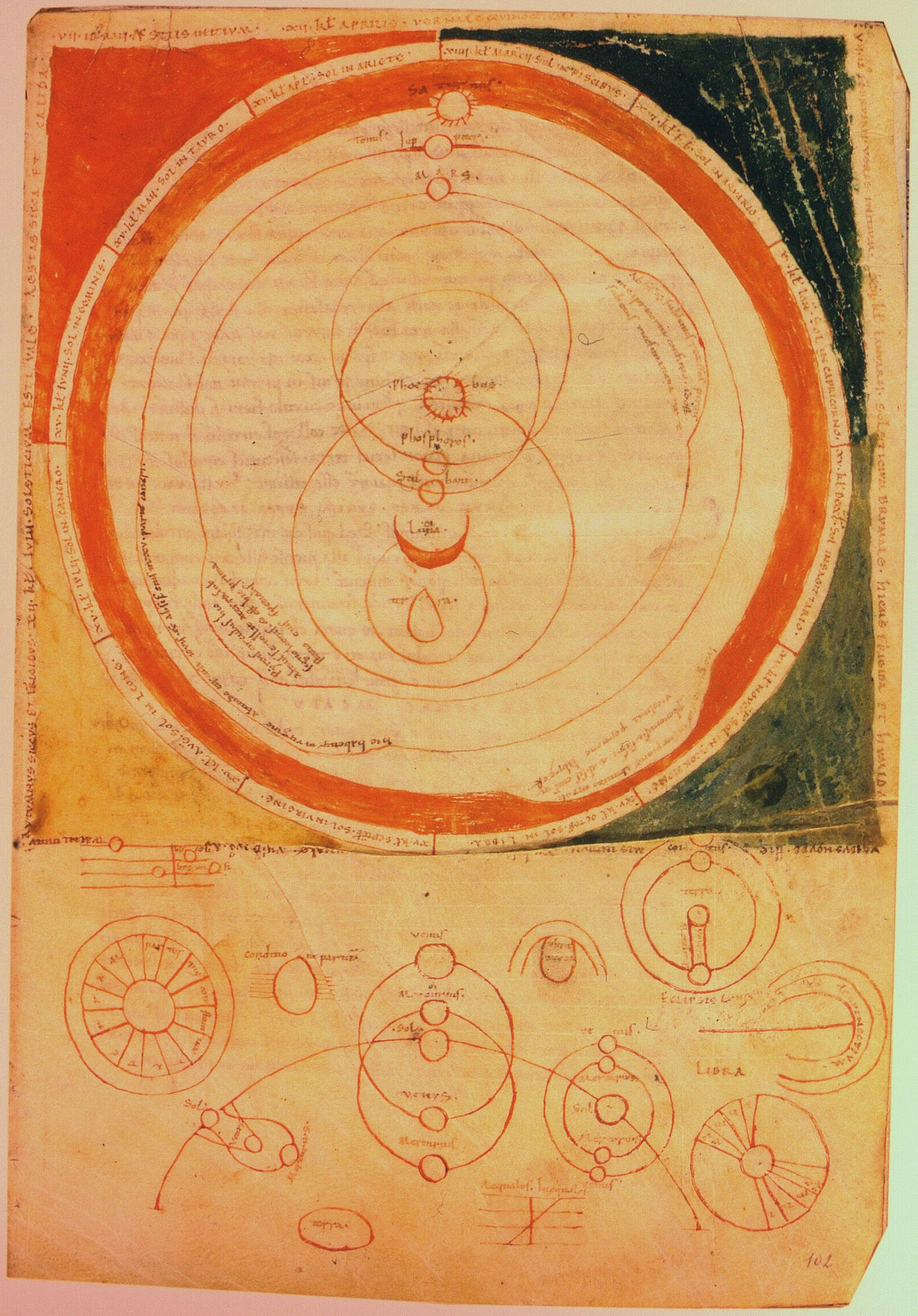
Das kosmographische Modell des Martianus Capella nach einer mittelalterlichen Zeichnung. Handschrift Florenz, Biblioteca Medicea Laurenziana, San Marco 190, fol. 102r (11. Jahrhundert)

Martianus Min(n)e(i)us Felix Capella (meist kurz Martianus Capella) war ein aus Karthago stammender römischer Schriftsteller und Dichter. Er lebte im 5. und vielleicht noch im frühen 6. Jahrhundert und verfasste ein lateinisches enzyklopädisches Werk, das als Lehrbuch der Sieben Freien Künste dienen sollte. Die Vermittlung des Wissensstoffs wird durch eine allegorische Rahmenhandlung und lyrische Partien aufgelockert. Der Einfluss dieser Schrift auf das abendländische Bildungswesen im Mittelalter war sehr groß.

## Leben
Über das Leben des Martianus, der sich selbst Felix oder Felix Capella nannte, liegen nur sehr wenige, teils zweifelhafte Informationen vor, die aus autobiographischen Andeutungen in seinem Werk gewonnen werden. Chronologische Angaben fehlen, und in der Forschung sind sehr unterschiedliche Meinungen über seine Lebensdaten geäußert worden; die Vermutungen schwankten zwischen dem späten 3. und dem frühen 6. Jahrhundert, heute wird meist das 5. oder frühe 6. Jahrhundert angenommen.
Martianus ist vermutlich in Karthago geboren. Jedenfalls ist er dort aufgewachsen; anscheinend hat er den größten Teil seines Lebens in Karthago verbracht. Ein Aufenthalt in Rom wird vermutet, doch ist dies sehr unsicher. Spekulativ sind auch die Hypothesen über seinen Beruf und seine soziale Herkunft. Man hat vermutet, dass er aus bäuerlichem Milieu stammte und Autodidakt war. Nach einer anderen, in der Forschung häufiger vertretenen Meinung gehörte er der Oberschicht an. Aus einer unklaren Formulierung hat man gefolgert, dass er Prokonsul in Afrika gewesen sei. Oft wird angenommen, dass er Jurist war; auch eine Tätigkeit als Rhetorik- oder Grammatiklehrer kommt in Betracht. Anscheinend verfügte er über Griechischkenntnisse.
Unklar ist auch, ob Martianus Christ war. Es fällt auf, dass sein Werk keinerlei Anspielungen auf das Christentum enthält. Dieses Schweigen und einige weitere Indizien, darunter seine Schilderung verlassener Orakelstätten des Gottes Apollon, deuten darauf, dass er Anhänger der alten paganen Religion und Kultur war, deren Hauptinhalte er in seinem Werk zusammenfassen wollte. In der Forschung wurde sogar eine verhüllte antichristliche Stoßrichtung vermutet. Möglicherweise war Martianus oberflächlich christianisiert.

## Werk
Das einzige bekannte Werk des Martianus trägt traditionell den Titel De nuptiis Philologiae et Mercurii („Die Hochzeit der Philologia mit Merkur“), der jedoch nicht vom Autor stammt. Er verfasste es in fortgeschrittenem Alter, als er im Ruhestand lebte, und widmete es seinem Sohn. Der mögliche Entstehungszeitraum reicht von 410 bis zum ersten Viertel des 6. Jahrhunderts. Aufgrund einiger Indizien wird eine Abfassung in Rom vermutet.
Es handelt sich um eine offenbar als Lehrbuch konzipierte Enzyklopädie in neun Büchern in der Form einer Menippeischen Satire. In die Prosa sind Verse in 15 verschiedenen Versmaßen eingestreut. Dargestellt wird der Kanon der Sieben Freien Künste.

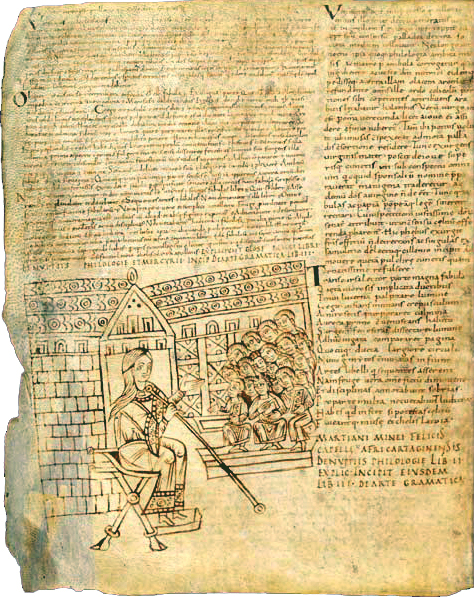
Seite einer Handschrift von De nuptiis, 10. Jahrhundert, Paris, Bibliothèque Nationale, Lat. 7900 A

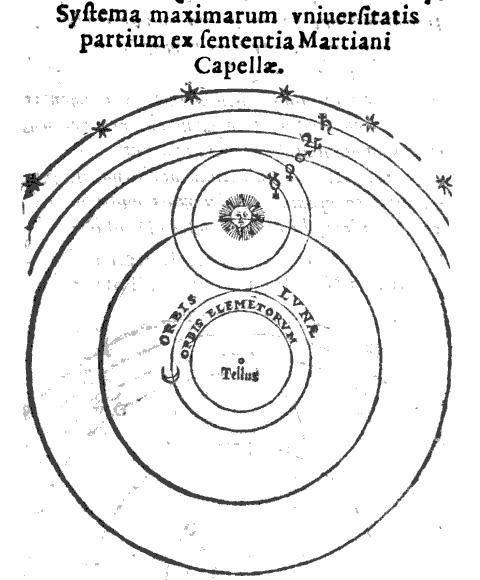
Das System des Martianus Capella nach Valentin Naibod: Primae de coelo et terra institutiones, Venedig 1573, fol. 41 recto

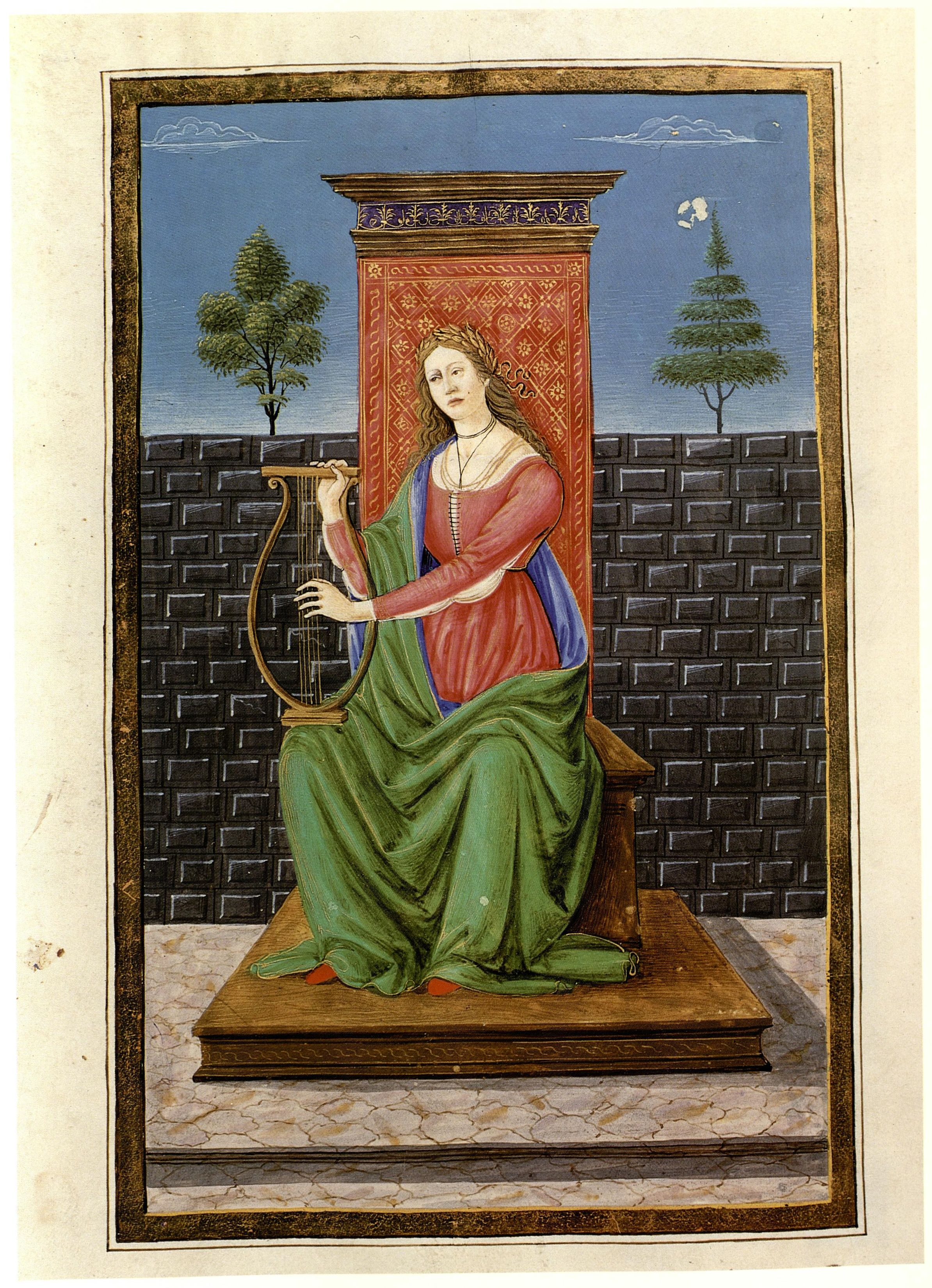
Musica, die Personifikation der Musik, als Buchmalerei in einer Handschrift von De nuptiis Philologiae et Mercurii: Venedig, Biblioteca Nazionale Marciana, Lat. XIV, 35 (colloc. 4054), fol. 149v (Zeitraum 1485/1490)

Satura, die Personifizierung der Satire, hat dem Autor den Inhalt des Werks erzählt. Die Rahmenhandlung ist mythisch-allegorisch. Als Einleitung dient eine allegorische Szenerie. Geschildert wird eine Brautsuche und die anschließende „heilige Hochzeit“. Das Brautpaar sind der Götterbote Merkur, der Gott der Beredsamkeit, und eine sterbliche Jungfrau, die Philologie. Unter Philologie verstand man damals die gesamte Gelehrsamkeit, nicht wie heute speziell Sprach- und Literaturwissenschaft. Die ersten beiden Bücher handeln von den Vorbereitungen. Merkur ist bei der Brautschau erfolglos geblieben und wendet sich auf den Rat der Virtus (Tugend) an den Gott Apollon, der ihm die „überaus gelehrte“ Philologia empfiehlt. Nachdem der Göttervater Jupiter und seine Gemahlin Juno dem Hochzeitsplan zugestimmt haben, wird eine Götterversammlung einberufen, die ebenfalls einwilligt und beschließt, die sterbliche Braut unter die Unsterblichen aufzunehmen. Philologia wird zur Hochzeit geschmückt und erhält den Trank der Unsterblichkeit. Merkurs Hochzeitsgabe an seine künftige Gemahlin sind sieben jungfräuliche Dienerinnen, welche die Sieben Freien Künste personifizieren. Sie treten der Reihe nach auf, wobei jeweils Kleidung und Auftreten genau beschrieben werden, und jede legt in einem der restlichen Bücher (3–9) zusammenfassend ihre Wissenschaft dar. Buch 3 behandelt die Grammatik, Buch 4 die Dialektik, Buch 5 die Rhetorik, Buch 6 die Geometrie, Buch 7 die Arithmetik, Buch 8 die Astronomie und Buch 9 die Harmonie (Musik). Somit wird zunächst in den Büchern 3–5 das Trivium, dann in den Büchern 6–9 das Quadrivium dargestellt. Die Architektur und die Medizin sind aus dem Fächerkanon ausgeschlossen, da sie sich auf Irdisches und Vergängliches beziehen und daher nicht in die himmlische Götterwelt passen. Schließlich geleitet die Harmonie das Brautpaar ins Schlafgemach.
Im dritten Buch, das von der Grammatik handelt, werden nacheinander Buchstaben, Silben, Redeteile, Deklination, Konjugation, Anomalie (Wörter, die nicht den sprachlichen Regeln folgen) sowie gelungener und fehlerhafter Sprachgebrauch behandelt. Dargestellt werden Lautlehre und Formenlehre, nicht jedoch die Syntax. Das vierte Buch handelt von der Dialektik (Logik, „Wissenschaft vom guten Disputieren“), und zwar zuerst hinsichtlich einzelner Wörter, dann hinsichtlich der Bestandteile und Arten von Sätzen; dann werden wahrheitsfähige Aussagen und schließlich die Syllogismen betrachtet. Im fünften Buch, dessen Thema die Rhetorik ist, werden erst ausführlich die einzelnen Aufgaben des Redners erörtert, nämlich „Stoffauffindung“ (inventio, mit der Lehre von den juristischen Fragestellungen und den Beweisen), Stoffgliederung, Darstellung, Auswendiglernen und Vortrag, und dann relativ knapp die Teile der Rede besprochen. Das Thema des sechsten Buches ist eigentlich die Geometrie, doch handelt der weitaus größte Teil von der Geographie. Die beiden Wissensgebiete erscheinen als eng miteinander verflochten. Die Ausführlichkeit der Rede Geometrias ruft den Unmut der Götter hervor. Im siebten Buch geht es um die Arithmetik; die Zahlen werden erst knapp unter qualitativem Gesichtspunkt (Zahlensymbolik) betrachtet, dann ausführlich unter quantitativem (eigentliche Arithmetik).
Im achten Buch legt Astronomia ihre Lehre dar; Themen sind die Himmelskugel mit den zehn Himmelskreisen, die Fixsterne und die Planeten (zu denen Sonne und Mond gezählt werden). Martianus ist der Ansicht, dass die Planeten Merkur und Venus nicht die Erde, sondern die Sonne umkreisen; damit vertritt er eine Änderung gegenüber dem damals herrschenden rein geozentrischen Weltbild. Im letzten Buch tritt Harmonia auf und spricht über ihre Wissenschaft, die Musiktheorie; eigentlich ist sie nur für die Harmonik zuständig, doch behandelt sie auch die Rhythmik. Die Harmonie in der Musik wird im Sinne der pythagoreischen Tradition mit der Harmonie des Universums (Sphärenharmonie) in Verbindung gebracht. Zu den Themen gehören die Wirkungen der Musik auf Seele und Körper des Menschen und ihre Verwendung in der Heilkunst.
Der Kanon der Sieben Freien Künste war nicht, wie früher in der Forschung angenommen wurde, schon seit der Epoche des Hellenismus oder zumindest seit Varro im Erziehungswesen verbreitet. Vielmehr handelt es sich um ein erst im Neuplatonismus entstandenes Konzept, das vor Augustinus und Martianus Capella nicht bezeugt ist. Die ursprüngliche Zielsetzung war dabei nicht schulisch (Erlangung von Allgemeinbildung), sondern philosophisch (Ermöglichung der Rückkehr der Vernunftseele in ihre göttliche Heimat, den intelligiblen Bereich). Das Werk des Martianus ist nur vor dem Hintergrund seiner neuplatonischen Gedankenwelt zu verstehen.

## Rezeption
Das Werk des Martianus erfreut sich jahrhundertelang einer außerordentlichen Beliebtheit. Mindestens 241 Handschriften sind bekannt. Das Ausmaß der Verbreitung und der Nutzung für Unterrichtszwecke in der Spätantike ist unklar; im Mittelalter wird es zu einem Hauptpfeiler des Bildungswesens. Erstmals zitiert wird es im 6. Jahrhundert von dem Mythographen Fulgentius, der als Erster den bis heute gängigen Titel anführt. Der gallorömische christliche Geschichtsschreiber Gregor von Tours nennt den Autor „unser Martianus“. Die ältesten erhaltenen Handschriften stammen aus der 2. Hälfte des 9. Jahrhunderts; nach der Mitte des 9. Jahrhunderts beginnt auch die mittelalterliche Kommentierung. Das Werk wird nun als Schulbuch verwendet. Prominente karolingerzeitliche Martianus-Kommentatoren sind Johannes Scottus Eriugena und Remigius von Auxerre. Notker der Deutsche übersetzt die ersten beiden Bücher ins Althochdeutsche. Im 12. Jahrhundert befasst sich die als „Schule von Chartres“ bekannte Gelehrtengruppe mit Martianus. Zahlreiche bildliche Darstellungen der Sieben Freien Künste im Mittelalter basieren auf seinen Beschreibungen. Ab dem Hochmittelalter schwindet das Interesse. Kopernikus lobt Martianus wegen dessen Eintretens für ein heliozentrisches Element innerhalb des in der Antike vorherrschenden geozentrischen Weltbilds.
Die erste Martianus-Edition, besorgt von Franciscus Vitalis Bodianus, erschien 1499 in Vicenza; bis zum Ende des 16. Jahrhunderts folgten sechs weitere Ausgaben, darunter eine im Jahr 1599 von Hugo Grotius besorgte.
In der Moderne wird Martianus oft wegen seines teils dunklen Stils und wegen übermäßiger Wortfülle getadelt.
Der Mondkrater Capella ist nach ihm benannt.

## Ausgaben und Übersetzungen
- Martianus Mineus Felix Capella : De Nuptiis Philologiae et Mercurii et de Septem Artibus Liberalibus libri novem. Hrsg. von Ulrich Friedrich Kopp. Varrentrapp, Frankfurt am Main 1836 (Digitalisat).
- Martianus Capella: Les noces de Philologie et de Mercure. Les Belles Lettres, Paris (kritische Ausgabe, lateinischer Text mit französischer Übersetzung und Kommentar; bisher erschienen:)
  - Bd. 1: Livre I, hrsg. Jean-Frédéric Chevalier, 2014, ISBN 978-2-251-01467-8.
  - Bd. 4: Livre IV: La dialectique, hrsg. Michel Ferré, 2007, ISBN 978-2-251-01448-7.
  - Bd. 6: Livre VI: La géometrie, hrsg. Barbara Ferré, 2007, ISBN 978-2-251-01449-4.
  - Bd. 7: Livre VII: L’arithmétique, hrsg. Jean-Yves Guillaumin, 2003, ISBN 2-251-01433-0.
  - Bd. 9: Livre IX: L’harmonie, hrsg. Jean-Baptiste Guillaumin, 2011, ISBN 978-2-251-01461-6.
- James Willis (Hrsg.): Martianus Capella. Teubner, Leipzig 1983 (kritische Ausgabe; die Teubner-Edition von Adolf Dick ist dadurch überholt).
- Hans Günter Zekl (Übersetzer): Martianus Capella: Die Hochzeit der Philologia mit Merkur. De nuptiis Philologiae et Mercurii. Königshausen & Neumann, Würzburg 2005, ISBN 978-3-8260-3043-7.

Mittelalterliche und frühneuzeitliche Übersetzungen und Kommentare
- Cora E. Lutz (Hrsg.): Dunchad: Glossae in Martianum. Lancaster Press, Lancaster 1944
- Cora E. Lutz (Hrsg.): Remigii Autissiodorensis commentum in Martianum Capellam. 2 Bände. Brill, Leiden 1962–1965 (kritische Edition)
- Cora E. Lutz (Hrsg.): Iohannis Scotti annotationes in Marcianum. Mediaeval Academy of America, Cambridge (Mass.) 1939 (Digitalisat)
- Haijo Jan Westra u. a. (Hrsg.): The Berlin commentary on Martianus Capella’s „De nuptiis Philologiae et Mercurii“. 2 Bände, Brill, Leiden 1994–1998
- Haijo Jan Westra (Hrsg.): The Commentary on Martianus Capella’s „De nuptiis Philologiae et Mercurii“ attributed to Bernardus Silvestris. Pontifical Institute of Mediaeval Studies, Toronto 1986 (= Studies and Texts. Band 80), ISBN 0-88844-080-4.
- Gabriella Moretti (Hrsg.): I primi volgarizzamenti italiani delle Nozze di Mercurio e Filologia. Università degli Studi di Trento, Trento 1995, ISBN 88-86135-43-2
- Ilaria Ramelli (Hrsg.): Scoto Eriugena, Remigio di Auxerre, Bernardo Silvestre e Anonimi: Tutti i commenti a Marziano Capella. Bompiani, Milano 2006, ISBN 88-452-5739-8 (lateinische Texte ohne kritischen Apparat und italienische Übersetzungen)